# ドイツのソーセージ
ドイツのソーセージではドイツ、ドイツ語圏で食べられているソーセージについて概説する。

## 概要

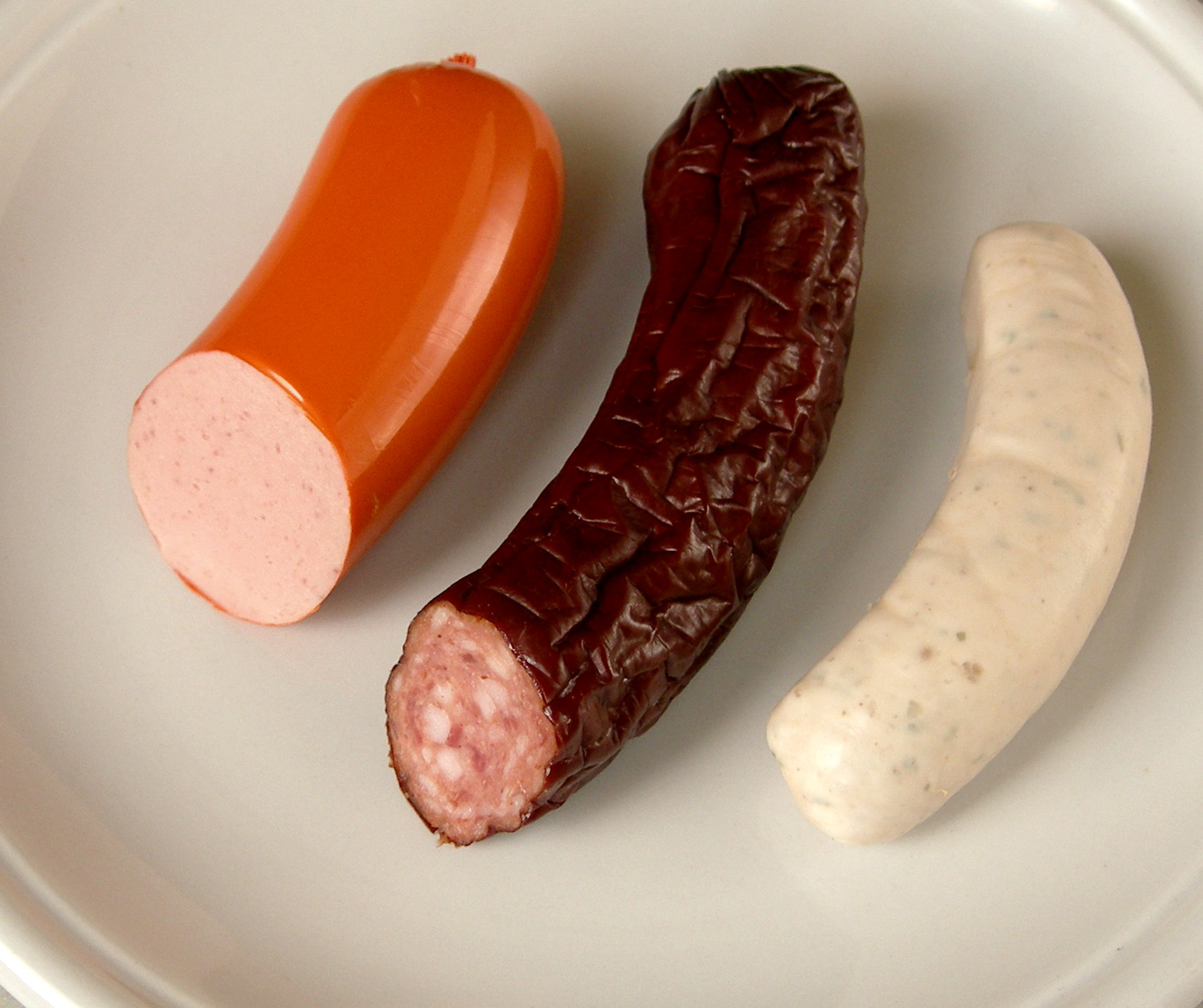
加熱ソーセージの例
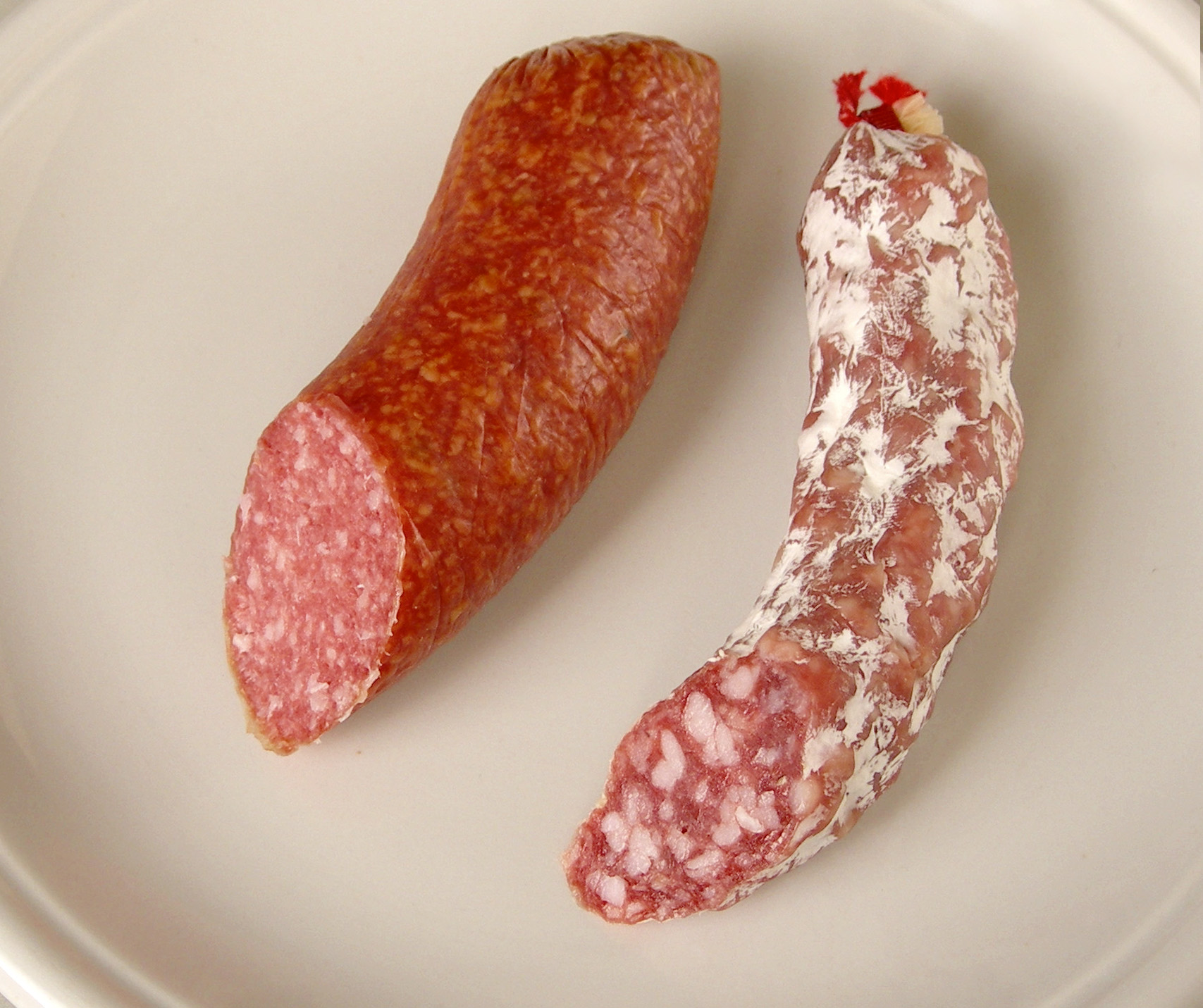
ドライソーセージの例
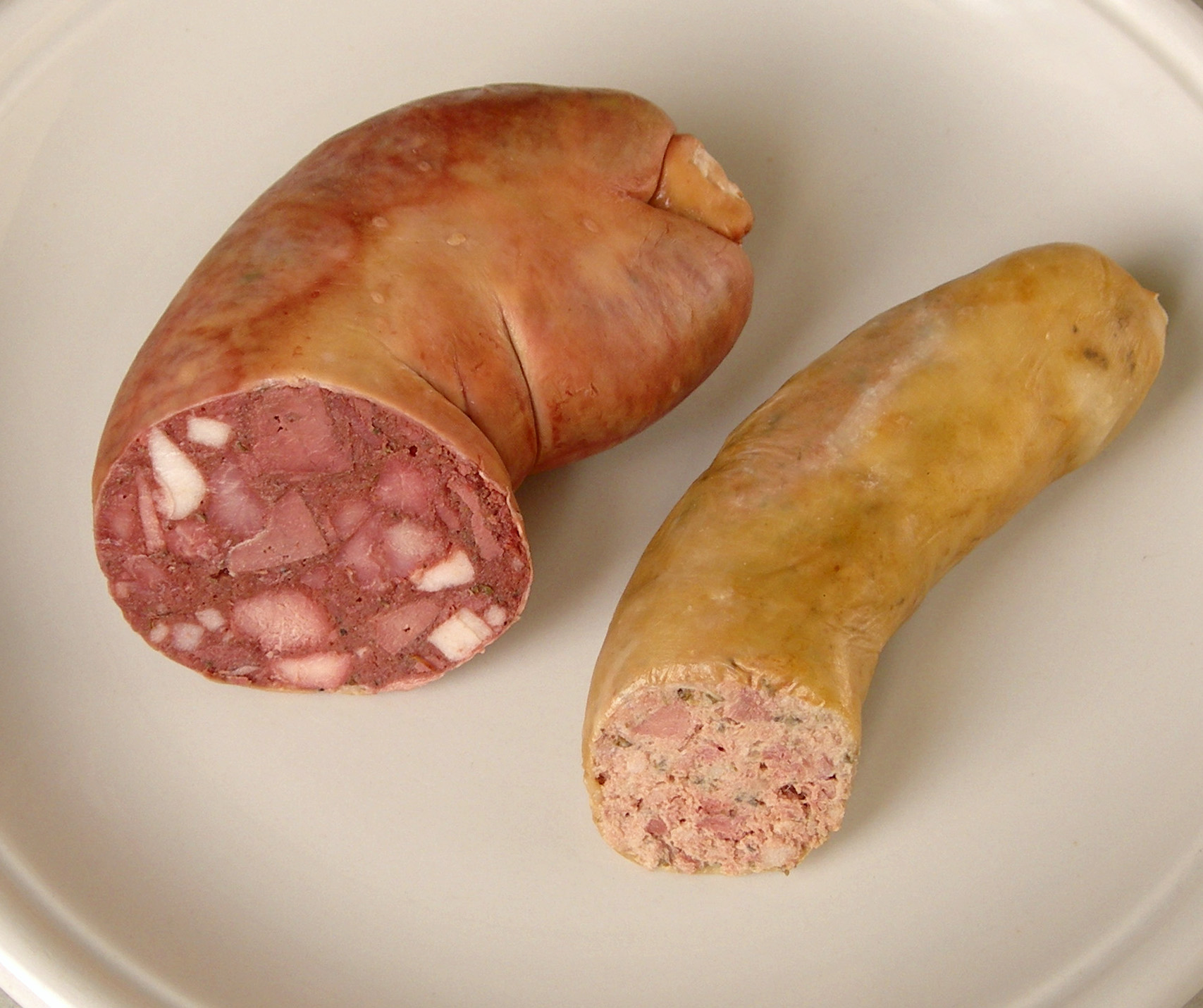
調理ソーセージの例

ソーセージは、ジャガイモ、パン、ビールと並んでドイツで愛されている食材である。
ドイツには約1500種類のソーセージがあると言われており、地域特有のソーセージも数多い。
ドイツ語ではソーセージを「ヴルスト（ドイツ語: Wurst）」と呼び、大別すると以下の3種類に分類される。
加熱ソーセージ（Brühwurst）
名称は「茹でる」を意味する「brühen」から。ブリュー・ヴルスト、ゆでソーセージとも。
豚肉や牛肉を原料として、煮たり焼いたりなど、加熱して作るソーセージである。ソーセージのタイプの中で一番種類が多い。
ドライソーセージ（Rohwurst）
「Roh」は「生」の意味。ローヴルスト、生ソーセージとも。
加熱ソーセージと異なって、低温で乾燥、熟成させる、燻製するなど加熱せずに作る。
パンなどに塗って食べるスプレッドタイプと、そのまま食べたりスライスして食べるハードタイプに大別される。
調理ソーセージ（Kochwurst）
生肉ではなく調理した内臓や肉などを材料にして作るソーセージ。コッホヴルストとも。
「料理をする」という意味の動詞「Kochen」が由来である。加熱ソーセージとの違いは、加熱ソーセージが生肉をケーシングに詰めてから茹でるのに対し、調理ソーセージは加熱された肉をケーシングに詰めた後に再度加熱する。
日持ちはしないので冷蔵保存が必要となってくるが、瓶詰製品などは未開封状態ならば常温で長期保存することもできる。
- 加熱ソーセージの例
- ドライソーセージの例
- 調理ソーセージの例

## 歴史
ドイツは作物の栽培には適さない痩せた土地のほうが多い。雑草しか生えないような土地を有効活用するために雑草を食べて育つ家畜を飼って食糧にすることが有効であった。牛は成長が遅いことと、牛乳を得てチーズなどの乳製品にできるため食肉用にするには高価であるので、成長が早く繁殖力も高い豚が食用の家畜とされていった。その豚も冬季になると餌となるドングリなども無くなるため、全てが餓死しないよう越冬できない数の豚を屠殺し、肉を長期保存できるように加工する必要性が産まれていったことで、ソーセージやハムといった食肉の加工技術や燻製文化が発達していった。
中世以来、ドイツの農民は11月を「屠殺の月」（Schlachtmonat）と呼び、夏から秋にかけて育てた豚、ガチョウ、鶏といった家畜を村人総出で屠殺して、ベーコンやハム、ソーセージ、干し肉などの保存食へと加工するのがしきたりであった。これは習慣法（Weistum）によって定められた月以外に家畜の勝手な処分が禁じられていたためでもある。
また、ソーセージは体力を回復させ、空腹を満たし、短時間で食べられるといった携帯食料として非常に優れている食べ物であったため、戦争の多かったドイツ地方では兵士の兵糧として利用されると共に、兵士の士気を高めるために美味いソーセージを作る研究が積極的に行われたという説を唱える人もいる。

## ソーセージにまつわるドイツの慣用句
ドイツにはソーセージにまつわることわざ、慣用句も多い。以下に例示する。
Wurst sein
直訳:ソーセージである
「どうでもいい」の意。
Jetzt geht es um die Wurst
直訳:ソーセージが掛かっている
「今が正念場」の意。縁日などに催される競技の景品としてソーセージがよく出されていたことに由来する。
eine Extrawurst braten
直訳:特製ソーセージを焼く
「えこひいきする」の意。
mit der Wurst nach dem Schinken werfen
直訳:ソーセージを投げてハムを得る
「些細な対価で大きな利益を上げる」の意。日本の「海老で鯛を釣る」に相当する。
Alles hat ein Ende, nur die Wurst hat zwei
直訳:全てには終わりがある、ソーセージには終わりが2つある
直訳そのままの意味で、「全てには終わりがある」ことの強調表現。